# Halverscheid
Halverscheid ist ein Stadtteil von Halver im Märkischen Kreis im Sauerland. Der Ort hat etwa 110 Einwohner.

## Lage
Halverscheid grenzt an Halver, Schalksmühle und Lüdenscheid. Das Dorf liegt etwa 440 ü. NN.

## Geschichte
Der Ort ist wahrscheinlich eine sächsische Gründung aus dem 7. Jahrhundert. Die erste urkundliche Erwähnung ist in den Werdener Urbaren um 900 n. Chr. erfolgt.
1818 lebten 70 Einwohner im Ort. 1838 gehörte Halverscheid der Oeckinghauser Bauerschaft innerhalb der Bürgermeisterei Halver an. Der laut der Ortschafts- und Entfernungs-Tabelle des Regierungs-Bezirks Arnsberg als Dorf kategorisierte Ort besaß zu dieser Zeit 20 Wohnhäuser, drei Fabriken bzw. Mühlen und 15 landwirtschaftliche Gebäude. Zu dieser Zeit lebten 140 Einwohner im Ort, allesamt evangelischen Glaubens.
Das Gemeindelexikon für die Provinz Westfalen von 1887 gibt eine Zahl von 164 Einwohnern an, die in 27 Wohnhäusern lebten.

## Verkehr
Die Märkische Verkehrsgesellschaft verbindet das Dorf durch die Linie 55 mit den umliegenden Orten.

## Sonstiges
In Halverscheid gibt es
- einen Sportplatz und
- ein Vereinsheim, das in Eigeninitiative erweitert wurde

Betreiber ist Dorfgemeinschaft, die sich in einem eigenen Verein organisiert.
Die Bezirksregierung Arnsberg – Flurbereinigungsbehörde – prüft auf Anregung der Stadt Halver die Einleitung eines Verfahrens zur sog. Dorfflurbereinigung Halverscheid sowie ein Bodenordnungsverfahren für die umliegenden land- und forstwirtschaftlichen Flächen.